# إدوين إي. ويت
إدوين إي. ويت (بالإنجليزية: Edwin E. Witte)‏ هو اقتصادي أمريكي، ولد في 4 يناير 1887 في Watertown ‏، وتوفي في 20 مايو 1960.

## وصلات خارجية
- إدوين إي. ويت على موقع إن إن دي بي (الإنجليزية)